# Age Faith-Ell
Age Faith-Ell, född 1912 i Växjö, död 1998 i Växjö, var en svensk textilkonstnär och lärare. 
Faith-Ell studerade vid Johanna Brunssons vävskola och S:ta Birgittaskolan, båda i Stockholm; Akademie für angewandte Kunst och Staatslehr- und Versuchanstalt für Textilindustrie, båda i Wien. 
Separat ställde Faith-Ell ut i Sverige och i utlandet och medverkade i ett stort antal samlingsutställningar bland annat i Stockholm, Borås, Helsingborg, Landskrona, Tyskland, New York, Washington, Philadelphia, Nederländerna, Storbritannien och Italien. Age Faith-Ell var anlitad som formgivare vid Svenska Hemslöjdsföreningen, men arbetade inte minst för den svenska textilindustrin, såsom Tidstands Yllefabriker, Marks Jaquardväveri, Kinnasands Väveri med flera (TIO TEXTIL KONSTNÄRER). 
Age Faith-Ell var under flera år anställd som lärare vid Hochshule für Angewandte Kunst i Wien samt vid Växjö Stads Yrkesskolor som lärare i fackteckning. 
Bland hennes offentliga arbeten märks ridå för Arabyskolan i Växjö 1965 och textilier (gardiner och ridå) för Växjö Stadsbibliotek 1965.
Utmärkelser: Stockholms hantverksförening stora silvermedalj 1934; guldmedalj på XII Triennealen i Milano 1960; Utmärkelsen God Form - svensk form 1961; AID-utmärkelsen (American Institute of Interior Designers) i New York 1963. 
Age Faith-Ell är representerad vid Nationalmuseum, Sydsvenska Konsthantverksarkivet i Kalmar samt Die Neue Sammlung i Münchens Nationalmuseum. En minnesutställning med Age Faith-Ells konst visades på Kalmars konstmuseum 2000.